# ŽOK Našice
Ženski odbojkaški klub "Našice" (ŽOK "Našice"; "Našice") je ženski odbojkaški klub iz Našica, Osječko-baranjska županija, Republika Hrvatska.  
 
U sezoni 2024./25. seniorska ekipa "Našica" se natjecala u "Prvoj B hrvatskoj ženskoj odbojkaškoj ligi – Istok", ligi trećeg stupnja odbojkaškog prvenstva Hrvatske za žene. 

## Vanjske poveznice
- Ženski odbojkaški klub Našice , Facebook stranica
- natjecanja.hos-cvf.hr, ŽOK NAŠICE
- (engl.) hos-web.dataproject.com, ŽOK Našice
- (engl.) women.volleybox.net, ŽOK Našice
- sportilus.com, ŽENSKI ODBOJKAŠKI KLUB NAŠICE NAŠICE